# Москітний флот
Москітний флот — сукупність швидкохідних і маневрених малих бойових кораблів, наприклад, торпедних, сторожових, ракетних, а також інших малих катерів. Також історично використовувався як власна назва окремих флотилій, які складалися з невеликих кораблів, катерів чи суден, таких як підрозділи канонерських човнів США під час війни 1812 року або невеличкі пароплави, які перевозили цукор, вироблений з цукрової тростини, мілководною австралійською річкою Джонстон Рівер.  

## Етимологія
Термін  «Москітний флот»  у основному значенні з'явився в розпал Першої світової війни — тоді бойові катери призначалися для одночасних дій великими групами, наприклад, для раптової атаки кораблів супротивника, встановлення малих мінних загороджень, висадки і перекидання десанту й інших бойових дій.
На початку XX століття у теорії військово-морського мистецтва деяких країн вважалося, що «москітний флот» у прибережних районах здатен протистояти великим кораблям супротивника й може позбавити його панування на морі. Подальший розвиток подій спростував цю думку. Проте концепцію було відроджено на початку XXI століття, з новими, значно підвищеними, можливостями вражаючих засобів. Конфлікти у Перській затоці продемонстрували, що невеликі катери здатні завдати значних ушкоджень значно більшим кораблям супротивника, що робить матеріальні витрати неспівставними.